# 山本潤
山本 潤（やまもと じゅん、1978年6月22日 - ）は、日本の女性フリーアナウンサーである。ジョイスタッフ所属。

## 人物
千葉県我孫子市出身。専修大学松戸高等学校、青山学院女子短期大学卒業。身長は163cm、血液型はO型。
趣味は、ゴルフと舞台・映画鑑賞、料理、トライアスロンで、特技はトランペット、跳び箱、パン作り（ブレッドマイスター取得）である。好きな言葉は「一期一会」、「小さなことは流行に従い、大きなことは道徳に従い、芸術は自分に従う」。好きなアーティストはエアロスミスとレッド・ホット・チリ・ペッパーズ、オアシス。高校野球好き、プロ野球の読売巨人軍のファンでもある。
NHKでの特別番組は森田雪と共同で担当する事が多い。

## 担当番組
- TBS「コレ買いダネ!!」商品プレゼンター
- BS大好き -ナビゲーター（NHK BS2とNHKデジタル衛星ハイビジョン（BShi）にて同時放送、 月 - 水曜日担当）
- NHK総合テレビ バンクーバーオリンピックガイド キャスター（月 - 水担当。2010年2月15日 - 同年2月24日）
- NHK BS1 ロンドンオリンピックガイド BS☆五輪のミカタキャスター（2012年7月29日 - 8月12日）
- NHK総合・BS1 全力応援きょうのソチオリンピック キャスター（2014年2月）
- NHK総合・BS1 2014 FIFAワールドカップきょうの見どころ キャスター（2014年6月）
- NHKの番組宣伝のナレーション（随時）
- TOKYO FM「Sunday Switch」パーソナリティー
- ジャパンエフエムネットワーク「ゴルフ大好き宣言！」パーソナリティー
- TBS「Nスタ」日曜版の関東ローカルコーナー「Sunトピ」リポーター
  - TBS「あすのそら色」お天気キャスター
  - TBS「健康天気予報」お天気キャスター
- TBS「日本列島あしたのお天気」お天気キャスター
- TBS「森田の新春天気」司会
- フジテレビ「めざにゅ〜」　めざにゅ〜ショッピング「にゅ〜モノ」MC
- フジテレビ「こたえてちょーだい」　いいものブラボー!のリポーター
- フジテレビ「わかってちょーだい!」　買っトク!
- グリーンチャンネル「中央競馬中継EAST」司会（土曜午後→日曜午前担当）
  - グリーンチャンネル「中央競馬中継EAST」パドックアナ
- グリーンチャンネル「トレセンリポート」リポーター
- グリーンチャンネル「日曜レース展望KEIBAコンシェルジュ」秘書役（岡部玲子の代役）
- グリーンチャンネル「中央競馬全レース中継」司会（土曜午前担当）
- グリーンチャンネル「グリーンチャンネル地方競馬中継」司会
- ゴルフネットワーク番組MC
- 日経BBニュース「新製品HIT予報」リポーター
- テレビ東京「Tokyoほっと情報〜都議会トピックス〜」リポーター
- 旅チャンネル「神秘の空間！洞窟温泉の旅」旅人
- 日本テレビ「満天企業」リポーター
- テレビ東京「勇気のメダル」リポーター
- 日経BBニュース「日経BBニュースシネマ」ナビゲーター

［BSフジ］古閑美保のゴルフチャレンジアスリート進行役

## その他
- I LOVE MUSICAL〜岡田浩暉デビュー30周年記念〜(司会)[1]

## 関連人物
- 柳沼淳子（短大の同期生）
- 古谷剛彦（高校の先輩。グリーンチャンネル地方競馬中継で共演）